# Falling
Falling – niekolekcjonerska gra karciana, stworzona przez Jamesa Ernesta i wydana oryginalnie przez Cheapass Games.
Gra była nominowana w roku 1998 do nagrody Origins w kategorii najlepszej gry karcianej.

## Zasady i cel gry
W grze gracze wcielają się w postacie osób, które z nieznanych bliżej powodów spadają z nieba (i niechybnie zabiją się, uderzając o powierzchnię Ziemi). Gra przeznaczona jest dla grupy od czterech do dziesięciu osób, plus jeden rozdający (zazwyczaj zmieniający się co rozdanie). Jego rolą jest płynne przekazywanie kart pozostałym graczom. Od szybkości z jaką rozdaje on karty zależy długość rozgrywki, zwykle jednak trwa ona około minuty. Karty rozdaje się z potasowanej talii, na której spodzie znajdują się karty "gruntu", symbolizujące uderzenie postaci w ziemię. Celem gry jest jak najdłuższe uniknięcie owych kart – wygrywa gracz, który dostanie taką kartę jako ostatni (i tym samym jego postać zabije się jako ostatnia). Jak głosi napis na pudełku z grą – It's not much of a goal, but it's all you could think of on the way down. (z ang. Może nie jest to jakiś wielki cel, ale to wszystko o czym możesz myśleć pędząc w dół). Zwykle gracz, który zwyciężył w danej grze w kolejnej rozgrywce wciela się w rolę rozdającego karty. Gra się specjalną talią, zawierającą 52 karty takie jak skip, stop, hit i push.
Tym co różni Falling od innych gier jest rozgrywka w czasie rzeczywistym. Mówiąc językiem gier komputerowych bądź fabularnych – gracze nie czekają na swoją turę by zagrywać karty, tylko robią to w dowolnym momencie, nawet gdy w tej samej chwili kartę zagrywa inny gracz. Kolejną cechą oryginalną jest niezwykła prostota gry, karty, których jest tylko kilka różnych rodzajów praktycznie nie zawierają tekstu, a cała instrukcja mieści się na kartce A5 zapisanej z dwóch stron. Wszystko to razem zapewnia rzadką w innych grach dynamiczną i szybką rozgrywkę, nie ma czasu na myślenie, nie ma czekania.

## Edycje
- Falling (1998) – oryginalna edycja Cheapass Games.
- Spadamy! (2007) – polskojęzyczna wydana przez Wydawnictwo Portal, postacie ludzkie zastąpiono krowami.
- Falling – The Goblin Edition (2008) – wydana przez Titanic Games, postaciami są gobliny.